# Weirton
Weirton è una città degli Stati Uniti d'America, situata nello Stato della Virginia Occidentale. Una parte è situata nella contea di Hancock, l'altra è nella contea di Brooke.
La popolazione era di 20 411 abitanti nel censimento del 2000 (16 525 nella contea di Hancock, 3 886 nella contea di Brooke).